# Solanum plowmanii
Solanum plowmanii är en potatisväxtart som beskrevs av Sandra Diane Knapp. Solanum plowmanii ingår i släktet skattor som ingår i familjen potatisväxter. Inga underarter finns listade i Catalogue of Life.